# Barrio de Langre

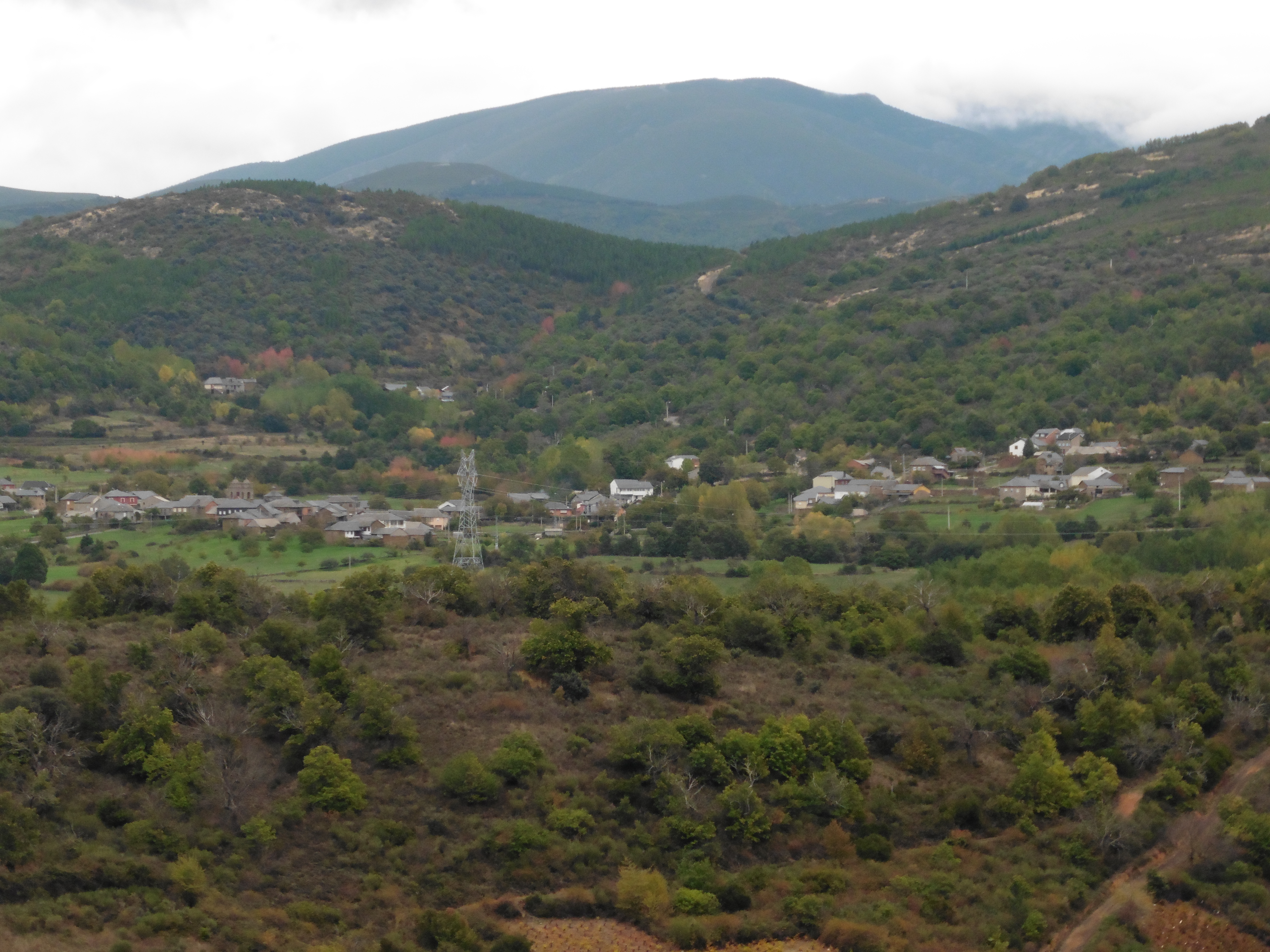
Langre y Barrio de Langre al fondo a la izquierda, sobre las torres de la iglesia

Barrio de Langre o El Barrio de Langre es una localidad del municipio de Berlanga del Bierzo, en la provincia de León, comunidad autónoma de Castilla y León. 
Debido a la proximidad al citado pueblo de Langre, y al haber absorbido este último mayor población y servicios, es fácil confundir ambos pueblos, como si se tratara de uno solo, hasta el punto de no figurar en los nomenclátores oficiales.
Fue, como el resto de localidades del municipio, un pueblo eminentemente agrícola y ganadero, hasta el comienzo de la explotación de los recursos minerales de carbón.
Actualmente, debido a diversos factores como la crisis del sector del carbón o la emigración y el éxodo rural, presenta un crecimiento poblacional muy poco significativo, habitando muy pocos vecinos el pueblo.
El conjunto del pueblo presenta numerosa muestras de la arquitectura tradicional, por la escasa intervención arquitectónica en el mismo.

## Historia
Es posiblemente el pueblo más antiguo del municipio, y uno de los más antiguos del Bierzo. Aparece ya reflejado en una venta del rey Vermudo I, confirmada después por Vermudo II.
A diferencia de Berlanga y Castellanos, que pertenecían al Monasterio de San Andrés de Espinareda, al igual que Langre Y San Miguel de Langre (estos últimos en una etapa más temprana), el Barrio de Langre tuvo siempre mayor vinculación al Monasterio de Santa Leocadia Castañeda, pero sobre todo al Conde de Toreno.
Pascual Madoz definía así el pueblo a mediados del siglo XIX:*

"Lugar en la provincia de León, partido judicial De Villafranca del Vierzo, diócesis De Astorga, audiencia territorial y Capitanía general de Valladolid, ayuntamiento de Berlanga; Situado entre los ríos Cua y Sil, con libre ventilación y clima sano.  Tiene una iglesia anejo de Langre.  Confina con los término de Lillo, San Miguel de Lange, Argayo y Matarrosa;
PRODUCCIÓN: Granos, vino, buenas yerbas de pasto y ganados; 
POBLACIÓN: 19 vecinos, 87 almas: CONTRIBUCIONES Con el ayuntamiento."